# Herb obwodu wołyńskiego

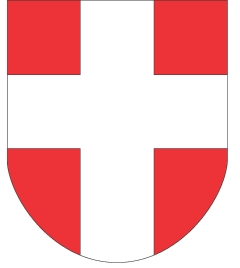
Herb obwodu wołyńskiego

Herb obwodu wołyńskiego przedstawia w polu czerwonym tarczy srebrny krzyż. Herb został przyjęty w 1997 roku.

## Historia
Znak krzyża jako symbol Wołynia występował od XV wieku na pieczęciach wielkich książąt litewskich. Po włączeniu Wołynia do Korony, krzyż uzupełniony orłem umieszczonym na tarczy w skrzyżowaniu ramion krzyża był herbem województwa wołyńskiego.
W czasach zaboru rosyjskiego sam krzyż był herbem guberni wołyńskiej. Herb guberni zatwierdzony był 8 grudnia 1856.

Herb województwa wołyńskiego w Rzeczypospolitej Obojga Narodów
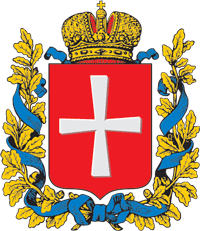
Herb guberni wołyńskiej
Herb województwa wołyńskiego II RP